# رایان ییتس
رایان ییتس (انگلیسی: Ryan Yates؛ زادهٔ ۲۱ نوامبر ۱۹۹۷) بازیکن فوتبال اهل انگلستان است که برای باشگاه فوتبال ناتینگهام فارست بازی می‌کند.
از باشگاه‌هایی که در آن بازی کرده‌است می‌توان به باشگاه فوتبال شروزبری تاون و باشگاه فوتبال بارو اشاره کرد.

## دوران حرفه‌ای
ییتس در شروع فصل ۲۰۱۶–۲۰۱۷ به عنوان بخشی از تیم اصلی ناتینگهام فارست انتخاب شد، سپس در ۲۶ اوت ۲۰۱۶ برای اولین بار در یک دوره یک‌ماهه به سمت شمال کشور، به تیم بارو قرض داده‌شد.در ۲۱ سپتامبر بارو تصمیم گرفت قرارداد قرضی را تمدید کند و دوباره در ۳ نوامبر تا ۹ ژانویه ۲۰۱۷ این چنین کرد. بعد از تمدید قرارداد، پل کاکس سرمربی بارو در مورد او گفت:"او از نظر میل به یادگیری، بهتر شدن و قوی تر شدن یک الماس است. این چیزی است که رایان را در این تیم بسیار قدرتمند کرده‌است. ییتس ۱۹ بار برای بارو به میدان رفت و ۲ گل در تمام مسابقات به ثمر رساند و در نهایت در ۱۳ ژانویه توسط ناتینگهام فارست به باشگاه اصلی فراخوانده شد.
در ۳۱ ژانویه، مدت کوتاهی پس از فراخوانی از بارو، ییتس برای باقی‌مانده فصل به باشگاه حاضر لیگ یک فوتبال انگلستان، شروزبری تاون قرض داده شد. او اولین بازی رسمی خود در لیگ حرفه‌ای را در ۱۴ فوریه به عنوان تعویضی در دقیقه ۶۴ در جریان باخت ۲ بر ۱ مقابل پیتربورو یونایتد انجام داد.
در ۲۷ فوریه، زمانی که ییتس هنوز به صورت قرضی در شروزبری تاون عضو بود، قرارداد خود را با فارست تا سال ۲۰۱۹ تمدید کرد.
در ۴ اوت ۲۰۱۷ ییتس به صورت قرضی برای فصل ۲۰۱۸–۲۰۱۷ به باشگاه فوتبال نوتس کانتی پیوست و به هافبک دیگر ناتینگهام فارست، خورخه گرانت، در این باشگاه پیوست.اولین بازی او برای این باشگاه در ۸ اوت خارج از خانه در مقابل باشگاه فوتبال اسکانتورپ یونایتد در دور اول جام اتحادیه باشگاه‌های انگلستان انجام شد. ییتس بازی را آغاز کرد و در آخرین دقیقه از وقت اضافه دوم گلزنی کرد تا نتیجه ۳–۳ به تساوی برسد. اگرچه نوتس کانتی در ضربات پنالتی شکست خورد، اما ییتس از سوی سرمربی خود کوین نولان تمجید شد، نولان او را یک «رهبر» با «ظرفیت‌های بالقوه» توصیف کرد.
در ۱۱ ژانویه ۲۰۱۸، ییتس قراردادی را امضا کرد که او را تا سال ۲۰۲۰ در ناتینگهام فارست نگه می‌داشت و از نوتس کانتی فراخوانده شد تا در عوض به باشگاه لیگ یکی باشگاه فوتبال اسکانتورپ یونایتد برای باقی مانده فصل ۲۰۱۸–۲۰۱۷ بپیوندد. او در اولین بازی خود مقابل باشگاه فوتبال پیتربورو یونایتد گلزنی کرد، چیزی که اسکانتورپ تلگراف آن را عملکرد «بهترین بازیکن مسابقه» توصیف کرد.
در ۵ ژوئیه ۲۰۱۸، ییتس قرارداد سه ساله جدیدی را با ناتینگهام فارست امضا کرد که او را تا سال ۲۰۲۱ در باشگاه نگه می‌داشت. او در دسامبر ۲۰۱۹ قرارداد خود را تا سال ۲۰۲۳ تمدید کرد.
ییتس اعتبار زیادی برای عملکرد خود در فصل ۲۰۲۱–۲۰۲۲ به‌دست‌آورد و تعداد گل‌های او افزایش یافت. وی نقش مهمی در کسب مقام چهارم ناتینگهام فارست در چمپیونشیپ و صعود به پلی‌آف این تیم، که منجر به ارتقا به لیگ برتر فوتبال انگلیس شد، داشت.